# Volo Paraense Transportes Aéreos 903
Lo schianto del volo Paraense Transportes Aéreos 903 fu un incidente aereo avvenuto il 14 marzo 1970, vicino a Belém, nello stato brasiliano di Pará.

## L'aereo
Il Fairchild Hiller FH-227 era una versione del Fokker F27 (sviluppato nei Paesi Bassi come successore del Douglas DC-3) prodotto dalla Fairchild negli Stati Uniti su licenza della Fokker. Grazie alle sue qualità, l'F27 divenne uno dei turboelica più venduti al mondo. La versione Fairchild Hiller aveva una fusoliera più larga, un'avionica moderna per l'epoca e una capacità fino a 56 persone (4 membri dell'equipaggio e 52 passeggeri). L'aereo precipitato faceva parte di un lotto di 5 velivoli ordinati dalla Paraense Transportes Aéreos. Prodotto nel 1967 dalla Fairchild, l'aereo ricevette il numero di costruzione 556 e fu consegnato nello stesso anno alla Paraense, dove ricevette la registrazione PP-BUF. Gli FH-227 furono chiamati Hirondelle (rondine in francese) dalla compagnia del Pará.

## L'incidente
Il volo 903 decollò la notte del 13 marzo dall'Aeroporto Internazionale di Recife/Guararapes-Gilberto Freyre, facendo scalo a Fortaleza, Parnaíba e São Luiz. Intorno alle 5:00 del mattino del 14 marzo, raggiunsero le vicinanze di Belém, in condizioni meteorologiche avverse con forti piogge e scarsa visibilità. Durante la manovra di avvicinamento per l'atterraggio sulla pista 06 dell'aeroporto internazionale di Belém/Val-de-Cans, il pilota non riuscì a vedere la pista. Alle 5:30, volando al di sotto della quota di sicurezza a causa della scarsa visibilità e della perdita di percezione della profondità, l'ala destra dell'aereo toccò le acque della baia di Guajará, perdendo il controllo e tuffandosi nella baia poco dopo, a poche centinaia di metri dalla soglia della pista 06.
L'incidente uccise quasi tutti gli occupanti, con alcuni corpi recuperati solo il 30 marzo. Tra le vittime c'erano il comico Luiz Jacinto Silva (noto per il personaggio di Coronel Ludugero), Irandir Costa e l'intera troupe che si era imbarcata a São Luiz do Maranhão per sbarcare a Belém, dove si sarebbero esibiti. Solo 3 persone sopravvissero allo schianto, e una morì più tardi in ospedale.

## Conseguenze
La precarietà delle operazioni della Paraense Transportes Aéreos (PTA) divenne fortemente evidente dopo questo incidente. Durante gli anni '60, la compagnia ricevette il soprannome PTA Pobre também avua (Anche i poveri volano) dalla società del Pará, a causa delle basse tariffe e della precarietà delle sue operazioni (notata dopo 13 incidenti accaduti nell'arco di 12 anni). Dopo l'incidente, alla compagnia rimase un solo Hirondelle, mentre altri tre furono messi a terra per mancanza di pezzi di ricambio e un aereo era fermo per manutenzione negli Stati Uniti. A causa della mancanza di mezzi per adempiere alla sua concessione, nonché della precarietà delle sue operazioni, alla compagnia fu revocata la licenza di volo dal Ministero dell'Aeronautica, cessando le operazioni poco dopo.